# Лера Лінн
Лера Лінн (англ. Lera Lynn) (нар. 5 грудня 1984) — американська співачка, автор пісень, музикант та актриса.

## Ранні роки
Лінн народилася в Х'юстоні, штат Техас, виросла в Джорджії. Вона має ступінь бакалавра антропології в Університеті Джорджії. Перш ніж вступити до університету, вона ненадовго відвідувала коледж Янг Гарріс у місті Янг Гарріс, Джорджія .

## Кар'єра
Перший альбом Лінн «Чи зустрічалися ви з Лерою Лінн» (Have You Met Lera Lynn) вийшов у 2011 році. У 2014 році вона випустила EP під назвою «Лежачи на сонці» (Lying in the Sun), а також почала створювати музику для другого сезону кримінального драматичного серіалу «Справжній детектив» . Працюючи з автором пісень та музичним продюсером Т Боном Бернеттом (T Bone Burnett), вони співпрацювали з автором пісень Розанною Кеш (Rosanne Cash)у будинку Бернетта в Лос-Анджелесі, штат Каліфорнія, і два з цих треків були включені до альбому Cash 2018 року «Вона все пам'ятає» (She Remembers Everything). Після схвалення музичних треків творець серіалу Нік Піццолатто (Nic Pizzolatto) у другому сезоні «Справжнього детектива» дав Лінн другорядну роль музиканта, який виконує пісні в барі, який відвідують головні герої. Її альбом «Резистор» (Resistor) 2016 року був рецензований у Rolling Stone.
У 2016 році Лера Лінн виступила на Едмонтонському фестивалі фолк-музики.

## Дискографія
- Have You Met Lera Lynn (2011)
- Lying in the Sun (EP) (2014)
- The Avenues (2014)
- True Detective: Music From the HBO Series Soundtrack (2015)
- Resistor (2016)
- Plays Well With Others (2018)
- On My Own (2020)
- Something More Than Love (2022)